# Demonax salutarius
Demonax salutarius là một loài bọ cánh cứng trong họ Cerambycidae.